# Prophecy Productions
Prophecy Productions – niemiecka niezależna wytwórnia płytowa założona w 1996 roku przez Martina Kollera. W skład wytwórni wchodzą 3 podwytwórnie: specjalizująca się w black metalu Lupus Lounge, skupiająca wykonawców neofolkowych Auerbach Tonträger oraz Prophecy, zajmująca się muzyką klimatyczną. Swoją siedzibę ma w Zeltingen-Rachtig, Nadrenia-Palatynat. Współpracuje z artystą grafikiem Łukaszem Jaszakiem.

## Zespoły współpracujące z Prophecy Productions
Prophecy
- Alcest
- Antimatter
- Dark Suns(inne języki)
- Dornenreich(inne języki)
- Elend
- Empyrium
- Ewigheim(inne języki)
- Klimt 1918(inne języki)
- Lifelover
- Noekk
- Nucleus Torn(inne języki)
- Tenhi
- The Vision Bleak
- Todesbonden

Lupus Lounge
- Drautran(inne języki)
- Farsot(inne języki)
- Helrunar(inne języki)
- Negură Bunget
- Secrets of the Moon(inne języki)

Auerbach Tonträger
- Gae Bolg
- Harmaa
- Hekate(inne języki)
- Neun Welten(inne języki)
- Orplid
- Sol Invictus
- Subaudition
- Vàli